# Будинок музики (Порту)
Будинок музики (порт. Casa da Música) — громадська споруда у місті Порту, Португалія; за проєктом архітектора Рема Колгаса (Нідерланди), що призначена для репетицій та публічних виступів музикантів.
Проєктування будівлі почали 1999 року після проведення міжнародного архітектурного конкурсу, який виграла архітектурна фірма Office for Metropolitan Architecture, її очолив Рем Колгас. Будівництво почали у 1999 році біля кінцевої трамвайної станції у районі перехрестя Боавішта (Rotunda da Boavista). Будівлю введено у дію 15 квітня 2005 року.

## Історія

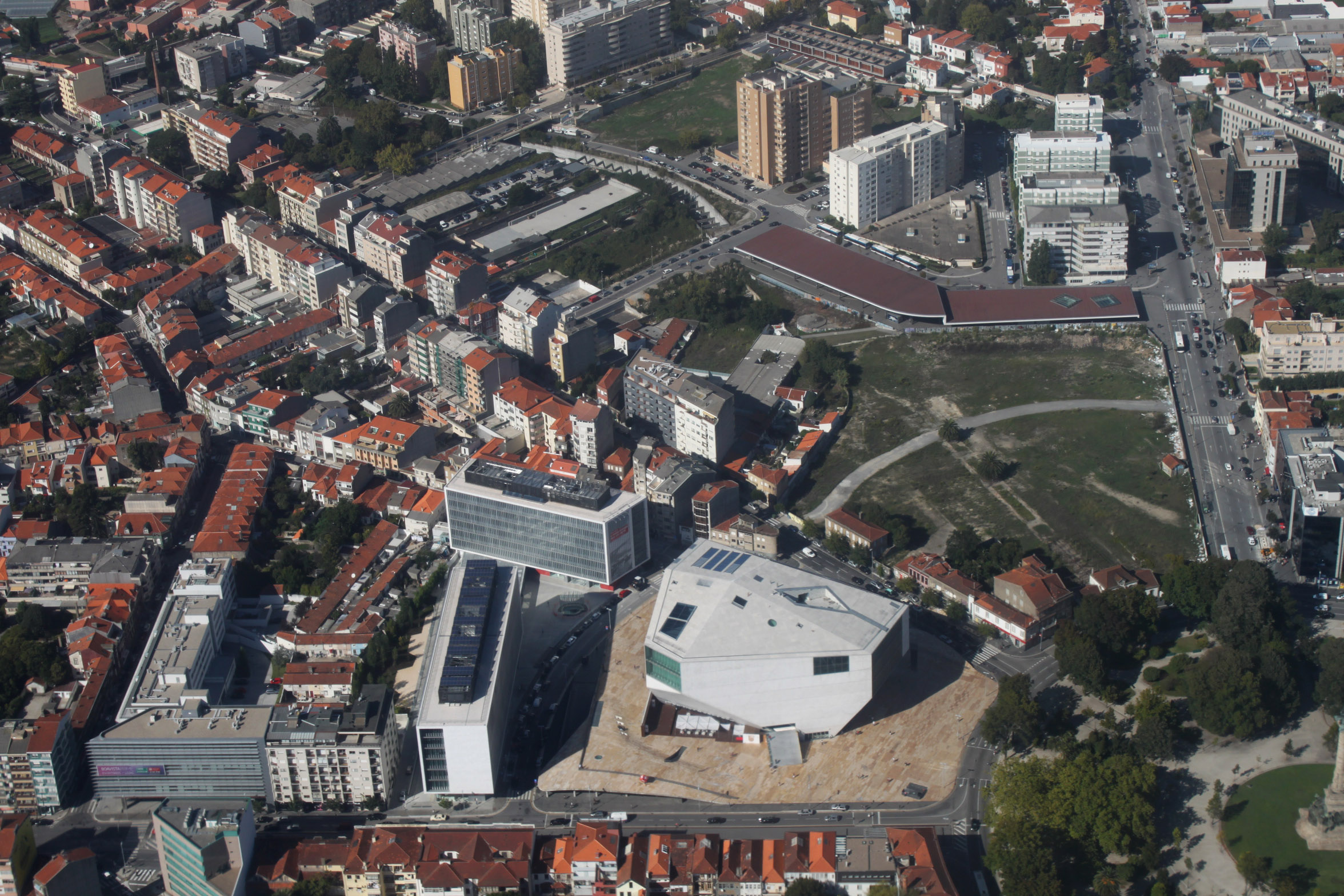
Вид на проспект Боавішта та прилеглий район

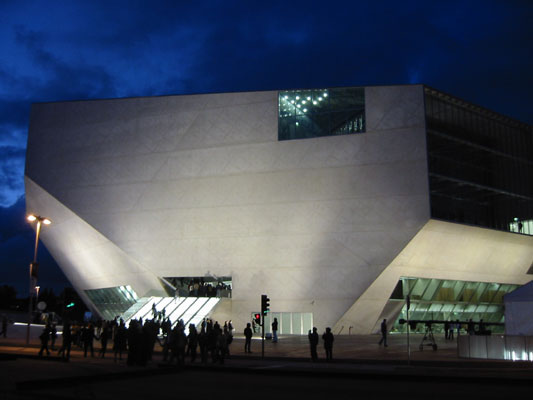
Будинок музики у день відкриття (14 квітня 2005 р.)

1 вересня 1998 року Міністерство Культури (Ministro da Cultura) оголосило про будівництво Будинку музики з нагоди визнання Порту як Культурної столиці Європи 2001 року.
Будівельними роботами займалися компанії Arup Group Limited (Лондон) та Afassociados (Порту). Власне будівлю спроєктував нідерландський архітектор Рем Колгас у співпраці з Офісом Порту з Міської Архітектури (Porto Office of Metropolitan Architecture), сценічною агенцією Ducks scéno та спеціалістом з акустики Ренцом Ван Люксембургом. Внутрішній вигляд будівлі розробила нідерландська фірма Inside Outside. Інтер'єр будівлі складається з 13-ти поверхів розміром від 22 х 15 метрів до 65 х 8 метрів.
Місце для будівництва було обрано 8 березня 1999 року на муніципальній дорозі Боавішта. До цього тут розміщувалася зона відстою для трамваїв. Будівництво відбулося протягом наступних чотирьох років за графіком і коштувало 100 мільйонів євро.
Будинок музики було відкрито 4 квітня 2005 року виступами португальського рок-гурту Клаґа та співака Лу Ріда, а офіційна презентація відбулася наступного дня за участі президента Португалії Жорже Сампаю, прем'єр-міністра Жозе Сократеша та інших відомих оіб. Будівля відразу стала місцевою пам'яткою. Зараз це єдиний у світі концертний зал з двома стінами, повністю виготовленими зі скла.
Дизайн будівлі став відомим у всьому світі. Ніколай Уруссоф, архітектурний критик газети New York Times, визначив його як «найпривабливіший проєкт коли-небудь збудований архітектором Ремом Колгасом» і зазначив, що це «будівля, інтелектуальний запал якої відповідає її чуттєвій красі». Він також порівняв його з «розкішним дизайном» у Музеї Гуггенхайма Франка Гері в Більбао. Такоож він порівняв Будинок музики з концертним залом Уолта Діснея в Лос-Анджелесі та Берлінерською філармонією.
У вересні 2008 року у Будинку музики виступав Національний Оркестр Порту (Orquestra Nacional do Porto). Для підсилення глядацьких вражень під час виступів використовувалися різноманітні візуальні засоби (світло, проєкція зображень). Також у Будинку музики відбувалися вистави та воркшопи для людей з інвалідністю у 2007 та 2008 роках.

## Архітектура

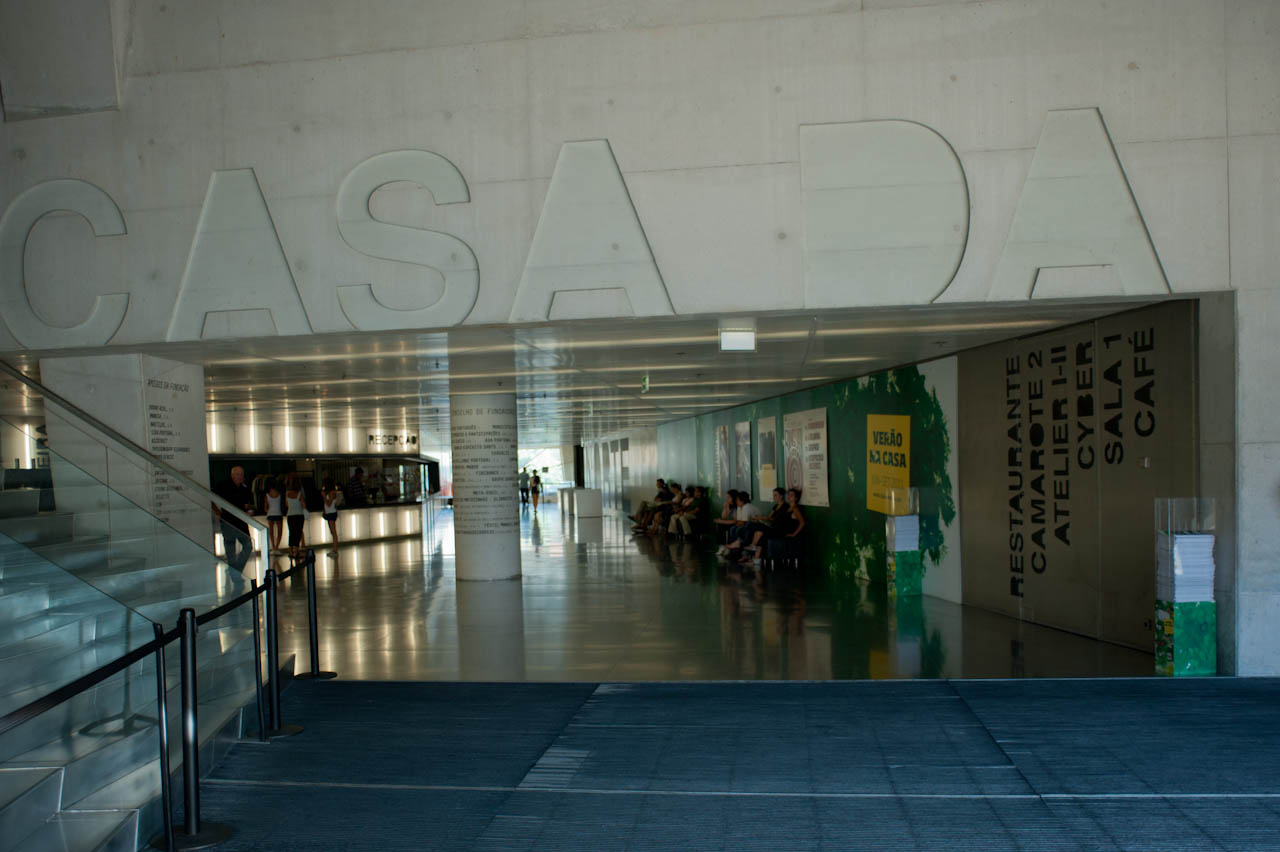
Вестибюль

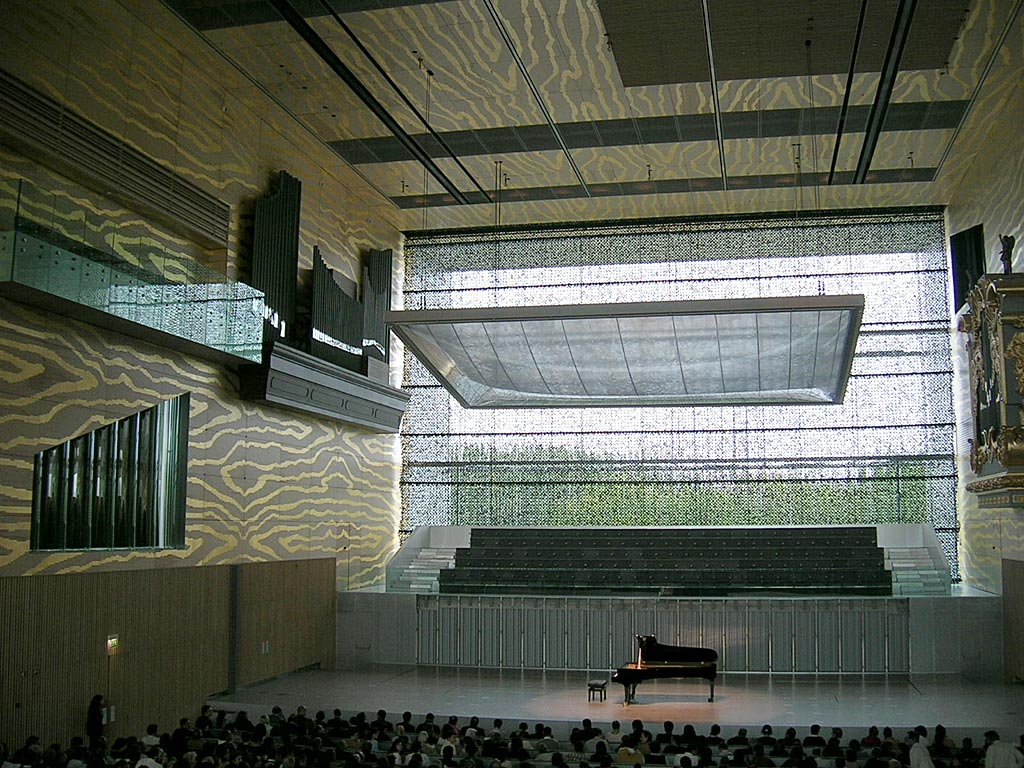
Вид на головну аудиторію

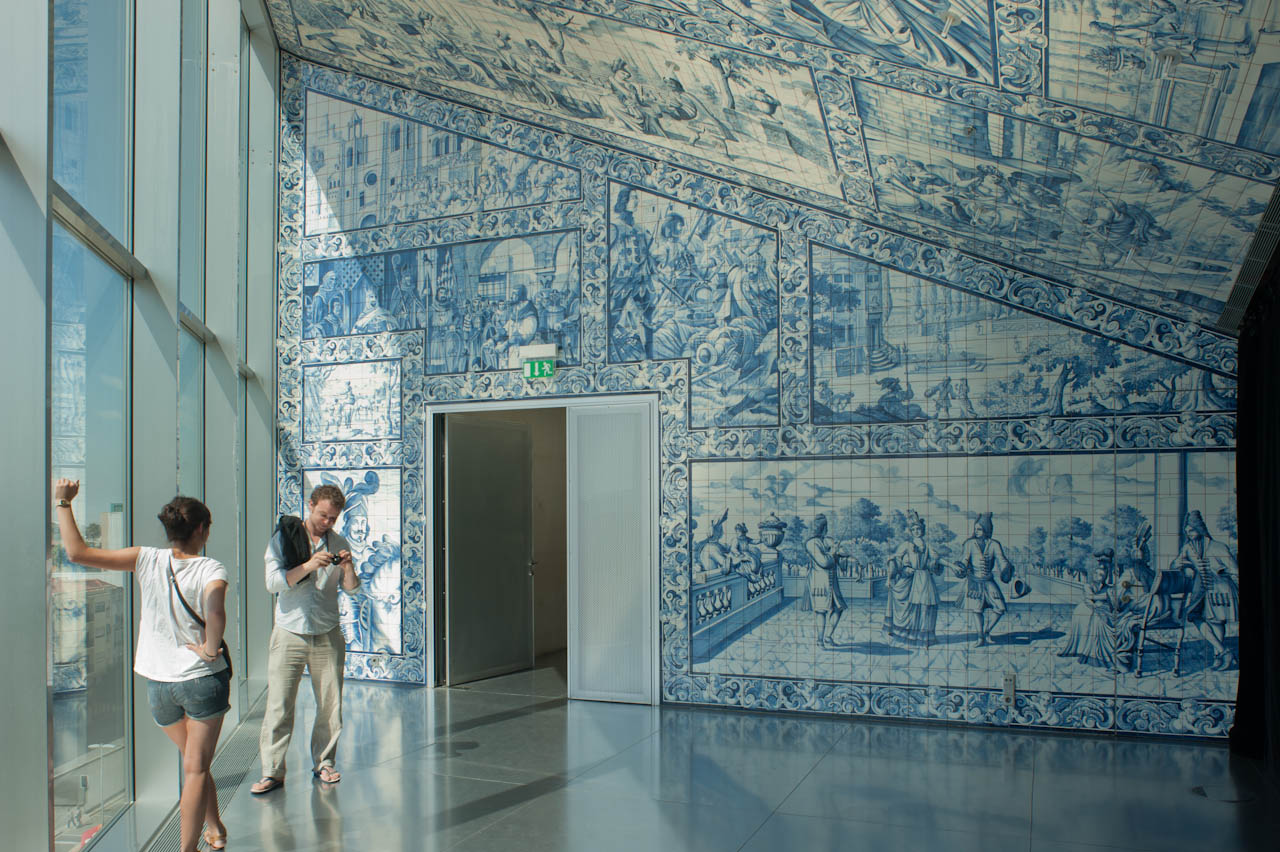
Стіни VIP-зали з плиткою, розписаною у традиційному португальському стилі азулежу

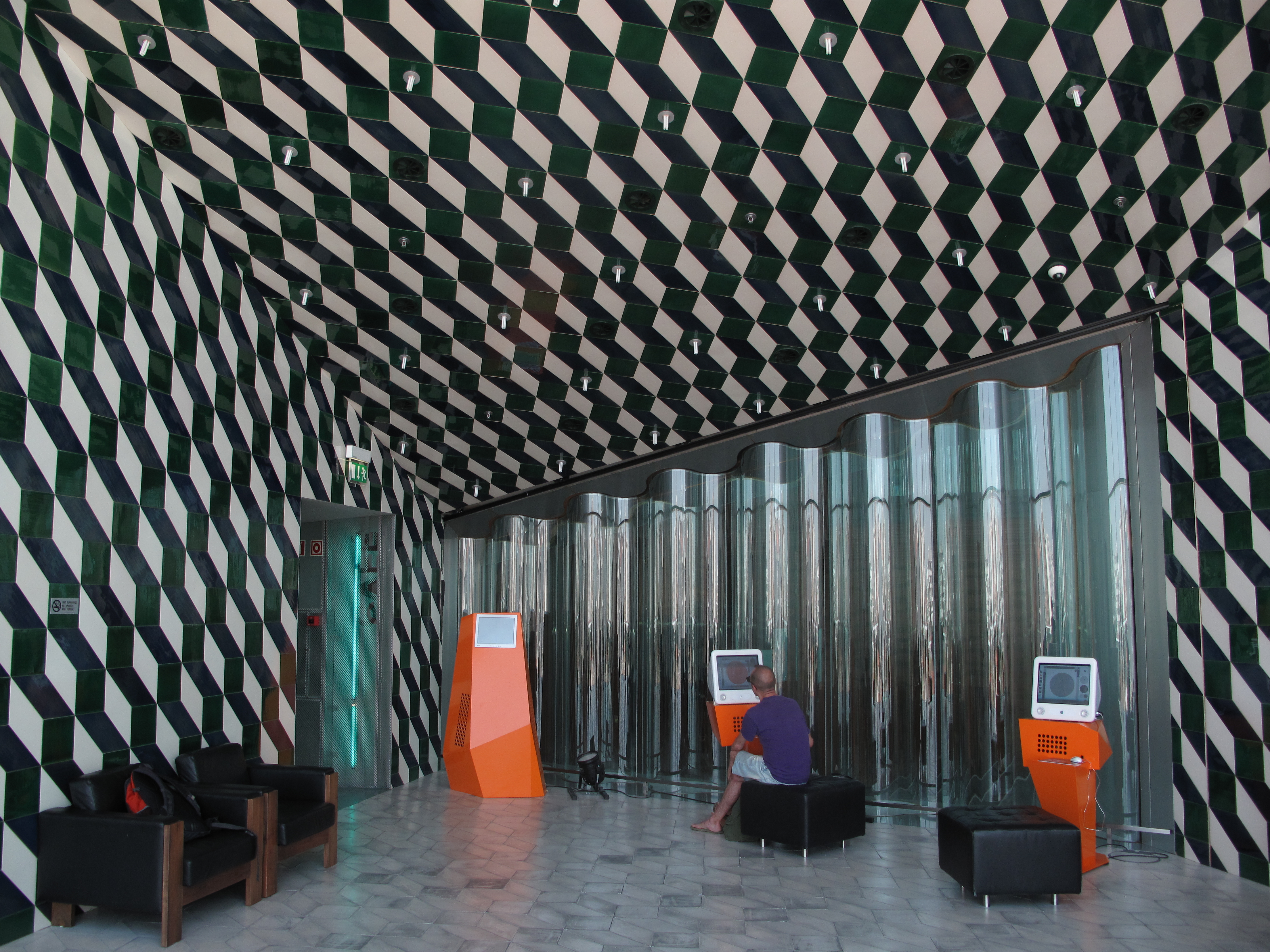
Інтерактивна комп'ютерна кімната в Будинку музики

Будівля має форму дев'ятирівневого асиметричного багатогранника, вкритого плитами з білого цементу, з хвилеподібними та прямими отворами для вікон. Будівля, до якої можна потрапити сходами у передній частині, стоїть в центрі великої відкритої площі, вкритої жовтим мармуром з відтінком коричневого кольору. Відділена від навколишніх вулиць форма будівлі справляє враження корпусу корабля на березі моря.

## Концерти
24 липня 2018 року у Будинку музики відбувся концерт паризького хлопчачого хору Les Petits Chanteurs de Sainte-Croix de Neuilly під орудою Франсуа Полгара. Хор виступав під своїм португальським ім'ям: Os Meninos Cantores de Paris.

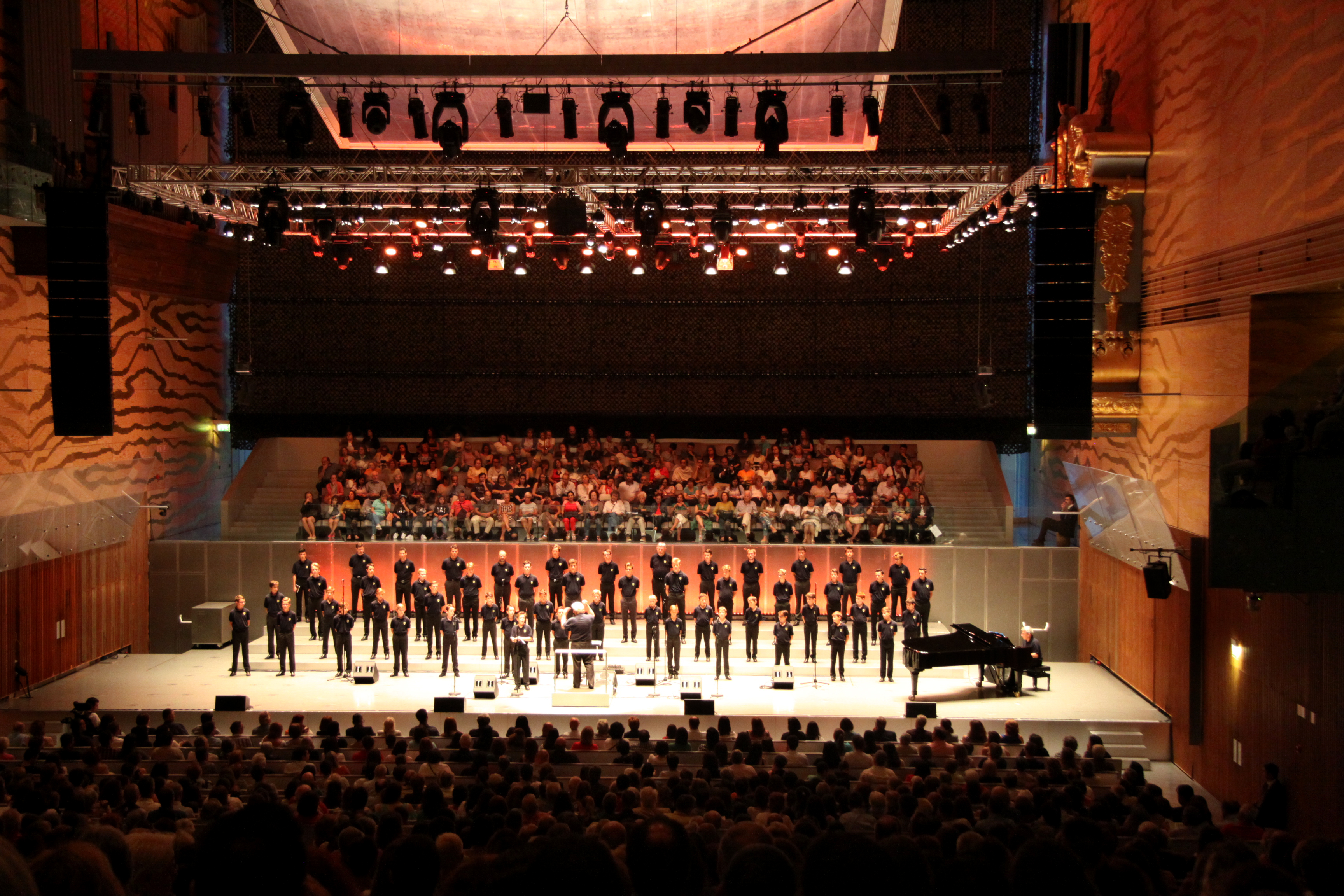
Os Meninos Cantores de Paris у Будинку музики (24 липня 2018 року)